# Lynseia dianae
Lynseia dianae är en kräftdjursart som beskrevs av Isabel Clifton Cookson och Gary C.B. Poore 1994. Lynseia dianae ingår i släktet Lynseia och familjen borrgråsuggor. Inga underarter finns listade i Catalogue of Life.